# 利伯斯多夫
利伯斯多夫（德语：Libbesdorf）是德国萨克森-安哈尔特州安哈尔特-比特费尔德县的村庄和旧市镇。自2010年1月1日起，利伯斯多夫成为奥斯特宁堡兰的城区。 